# Galatée (1812)
Pour les articles homonymes, voir Galatée.
La Galatée (ou Galathée) est une frégate armée de 46 canons, en service dans la marine française entre 1812 et 1837. Elle effectue l'essentiel de son service en mer Méditerranée.

## Conception et construction
La Galatée est construite à Gênes entre 1811 et 1812, sur les plans de Jacques-Noël Sané.

## Service actif

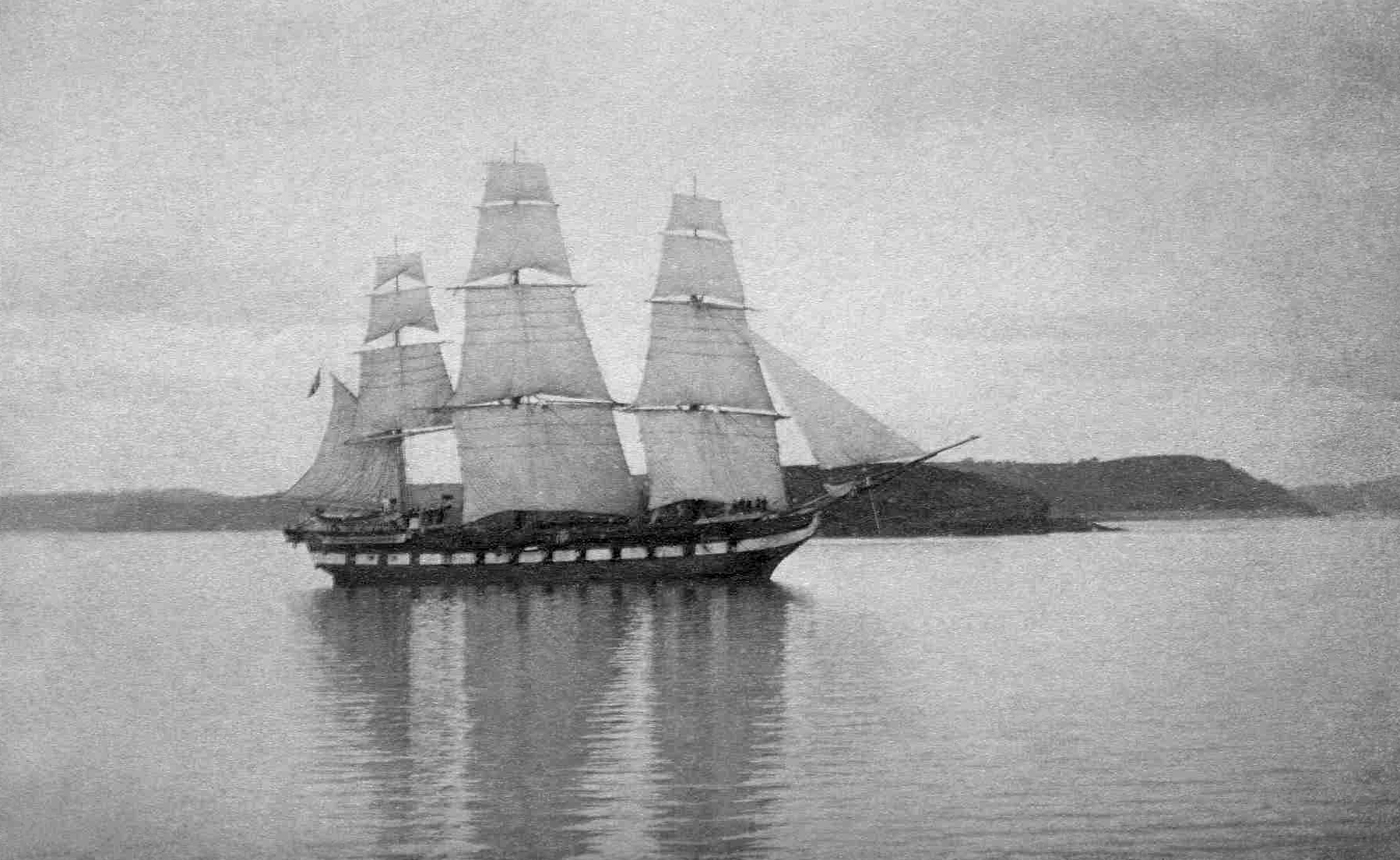
La Galathée, dans la rade de Brest

Le 5 novembre 1813, elle participe au combat devant Toulon entre la flotte française du vice-amiral Émeriau et l'escadre anglaise du vice-amiral Pellew.
À partir du 1815, le capitaine de vaisseau de Peytes de Moncabrié commande à son bord la station du Levant. Au début de l'année 1816, après avoir croisé en Méditerranée occidentale, la Galatée transporte le nouvel ambassadeur de France, le marquis de Rivière, jusqu'à Constantinople puis retourne à Smyrne. En 1817, elle rentre à Toulon lorsque son commandant est remplacé à la tête de la station du Levant.
En 1819, elle opère avec la division Jurien de la Gravière sur les côtes nord-africaines, sous les ordres du capitaine de vaisseau Collet. Pendant l'hiver 1820, elle assure le transport du marquis de Rivière de Toulon à Ténédos puis du consul général de France jusqu'à Smyrne avant de rentrer à Brest.
En 1823, refondue, elle passe sous le commandement du capitaine de vaisseau Drouault et est affectée à la flotte de l'expédition d'Espagne.
En 1824, la Galatée redevient le navire-amiral de la station du Levant. À l'été 1825, elle passe sous  le commandement du capitaine de vaisseau Maillard-Liscourt. En 1826, elle participe, avec la division du capitaine de vaisseau de Rigny, à la destruction de la base de pirates d'Égine.
En 1827, la Galatée participe au blocus d'Alger, et s'illustre le 4 octobre en prenant en chasse et en contraignant 11 navires algériens à regagner le port.
En 1837, elle entre en collision avec le Trident, regagne Brest et y est démantelée l'année suivante.